# Dupax del Norte
Dupax del Norte is een gemeente in de Filipijnse provincie Nueva Vizcaya op het eiland Luzon. Bij de laatste census in 2007 had de gemeente bijna 24 duizend inwoners.

## Geografie

### Bestuurlijke indeling
Dupax del Norte is onderverdeeld in de volgende 15 barangays:
| - Belance - Binnuangan - Bitnong - Bulala - Inaban - Ineangan - Lamo - Mabasa | - Macabenga - Malasin - Munguia - New Gumiad - Oyao - Parai - Yabbi |

## Demografie
Dupax del Norte had bij de census van 2007 een inwoneraantal van 23.816 mensen. Dit zijn 620 mensen (2,7%) meer dan bij de vorige census van 2000. De gemiddelde jaarlijkse groei komt daarmee uit op 0,36%, hetgeen lager is dan het landelijk jaarlijks gemiddelde over deze periode (2,04%). Vergeleken met de census van 1995 is het aantal mensen met 1.674 (7,6%) toegenomen.

De bevolkingsdichtheid van Dupax del Norte was ten tijde van de laatste census, met 23.816 inwoners op 347,3 km², 68,6 mensen per km².